# (400218) 2007 CE22
(400218) 2007 CE22 es un asteroide perteneciente al cinturón de asteroides, descubierto el 6 de febrero de 2007 por el equipo del Mount Lemmon Survey desde el Observatorio del Monte Lemmon, Arizona, Estados Unidos.

## Designación y nombre
Designado provisionalmente como 2007 CE22.

## Características orbitales
2007 CE22 está situado a una distancia media del Sol de 3,091 ua, pudiendo alejarse hasta 3,579 ua y acercarse hasta 2,604 ua. Su excentricidad es 0,157 y la inclinación orbital 17,87 grados. Emplea 1985,83 días en completar una órbita alrededor del Sol.

## Características físicas
La magnitud absoluta de 2007 CE22 es 16.